# Cidade ubíqua

## Cidade Ubíqua
Ao pesquisar sobre Cidade inteligente várias definições podem surgir, já que o termo vem do inglês "Smart city" e, portanto, o significado de smart torna-se subjetivo. Uma das definições possíveis é a de Ubiquitous City (U-city), ou "Cidade Ubíqua". Cidade Ubíqua é uma extensão prolongada do conceito de cidade digital, uma cidade ou região com Tecnologia da informação ubíqua.. Como exemplo, a Coreia do Sul tem se destacado no desenvolvimento desse tipo de cidade inteligente, ao tentar integrar as tecnologias de informação e comunicação em seus projetos e planejamento urbano. Os diversos termos propostos para definir smart city podem causar confusão, por possuírem algumas características em comum.
As chamadas Cidades Digitais têm evoluído de aplicações web e bases de conhecimento para ambientes urbanos inteligentes. Esta evolução tem sido principalmente baseada em redes de banda larga e sistemas de informação complexos, e sugere a forma da cidade futura que é chamada de cidade sem fio, inteligente, digital ou ubíqua. Embora as práticas comuns estejam sendo desenvolvidas em todo o mundo, diferentes prioridades são definidas e arquiteturas diferentes são seguidas. 

### Conceito
O objetivo da cidade ubíqua é criar um ambiente construído de modo que qualquer cidadão possa ter acesso a qualquer tipo de serviço, em qualquer lugar e a qualquer hora através das tecnologias de informação e comunicação. Essas cidades se referem a possibilidade de haver ambientes amigáveis e sustentáveis que tornam a computação ubíqua possível entre as pessoas, os serviços, as construções, os espaços abertos. O termo "computação ubíqua" significa a perfeita integração da tecnologia computacional com o mundo físico, seguindo o sentido de onipresença. A partir dessas definições, pode-se entender o valor atribuído à Cidade Ubíqua, considerando que esta é uma das possíveis definições para o termo smart city.